# Coronel
Coronel es un rango militar. Generalmente es el inmediato superior al de teniente coronel e inmediatamente inferior al de brigadier, brigadier general o general de brigada.
Básicamente las funciones militares de un coronel son las de dirigir un regimiento.
En el ámbito de los países que forman parte de la OTAN, al grado de coronel le corresponde el código OF-5 según la norma STANAG 2116 que estandariza los grados del personal militar.

## Etimología
Viene del francés colonel, del italiano colonnello (‘columna de soldados’), de colonna (‘columna’), del latín columna.

## Alemania
En Alemania, este escalafón se denomina oberst (coronel).
| Rango inferior                                                                        | Rango oficial                                        | Rango superior                                                                         |
| Teniente coronel/oberstleutnant - Insignia de Oberstleutnant del Ejército de Alemania | Coronel- Insignia de oberst del Ejército de Alemania | General de brigada/brigadegeneral- Insignia de Brigadegeneral del Ejército de Alemania |

## Argentina
En Argentina es el grado que sigue al de teniente coronel y precede al de coronel mayor en el Ejército Argentino. Este rango equivale al de capitán de navío para la Armada y al de comodoro para la Fuerza Aérea. Su insignia se conforma con tres soles dorados de fondo negro. Según el Reglamento Militar de Uniformes, 10 de octubre de 1904, las insignias eran presillas negras con tres estrellas de cinco puntas. Estas insignias se usaban desde la segunda mitad del siglo XIX. Luego se emplearon estrellas de cuatro puntas, y después, soles en fondo negro.
En 1992 el Ejército resolvió crear la distinción de coronel mayor, grado que sigue al grado de coronel y precede al de general de brigada. Es un rango exclusivamente honorífico que se les otorga solamente a algunos coroneles que llevan mucho tiempo ostentando el rango de coronel y que no han logrado ascender a general de brigada.
Coronel mayor equivale a comodoro de marina en la Armada Argentina y a comodoro mayor en la Fuerza Aérea Argentina.

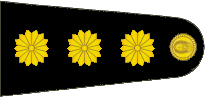
Insignia de coronel del Ejército Argentino.
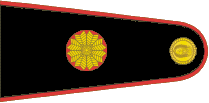
Insignia de coronel mayor del Ejército Argentino.

## Bélgica
En Bélgica, el rango de coronel (kolonel en neerlandés) es el tercer y más alto rango de oficiales superiores, por encima del rango de teniente coronel y por debajo del rango de general de brigada.
La insignia del coronel está formada por una barra y tres ruedas dentadas de color dorado en el componente Terrestre, una gran trenza acompañada de tres trenzas, en los componentes Aéreo y Médico.
El equivalente en la Armada es: capitán.

Tierra[3]
Marina
Aire[4]
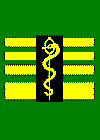
Médico

La manera de dirigirse a él es como coronel, y coronela si es mujer. En la Armada, a la capitana se le llama comandante.

### Familia real
La princesa Astrid de Bélgica es coronela del Componente médico del Ejército belga.

## Brasil
En Brasil, coronel es el grado que sigue al de teniente coronel y precede al de general de brigada en el Ejército Brasileño y en la Fuerza Aérea Brasileña. Este rango equivale al de capitão de mar e guerra (capitán de navío en España) para la Marina de Brasil.

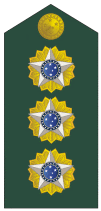
Insignia de coronel del Ejército.
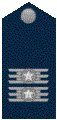
Insignia de coronel de la Fuerza Aérea.
Insignia de capitán de navío de la Marina.

## Canadá
En el ejército canadiense y la Real Fuerza Aérea Canadiense de las Fuerzas Canadienses, el rango de "coronel" es el más alto de los rangos de oficiales superiores: en orden jerárquico ascendente, le siguen, por lo tanto, los rangos de oficiales generales. En el ejército canadiense, la insignia del coronel consta de "dos estrellas y una corona"; en la Real Fuerza Aérea Canadiense, se compone de “cuatro bandas”. Su equivalente en la Marina Real Canadiense es el rango de capitán.
En el ejército canadiense, el coronel generalmente comanda un grupo de brigada y en la Royal Air Force, comanda un ala. Sin embargo, el coronel también ocupa varios puestos de nivel estratégico dentro del cuartel general, como el cuartel general de la Defensa Nacional en Ottawa.

Coronel del Ejército canadiense
Coronel de Aviación canadiense
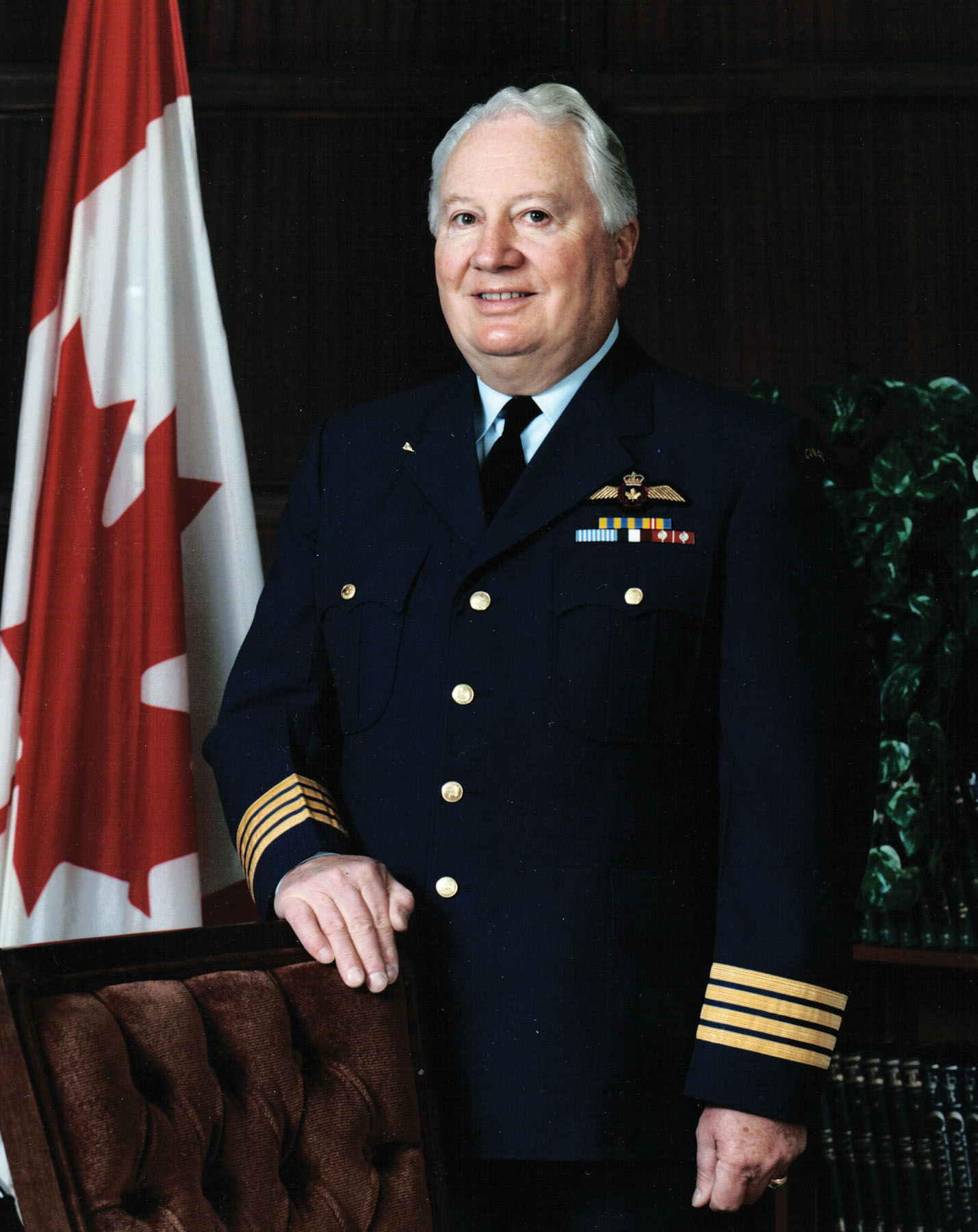
Un coronel de la Aviación Real de Canadá

## Chile
En Chile, el galón correspondiente al grado de coronel de ejército presenta, en su tenida formal, una trenza dorada, la cual contiene tres estrellas plateadas pegadas a lo largo de la trenza. Este ubica en el hombro, desde el cuello hasta la manga, a diferencia del galón de general, el cual se lleva en el hombro, pero del pecho en dirección a la espalda. Si un coronel de ejército lleva más de cuatro años de servicio en el grado, es denominado jerárquicamente un brigadier (no confundir con general de brigada, ya que en el Ejército de Chile existen ambos), siempre y cuando tenga una destinación relevante o deba estar en un puesto normalmente ocupado por un oficial general.
Para que un teniente coronel siga ascendiendo en el escalafón jerárquico militar y pase a pertenecer al rango de oficiales superiores, al de coronel, y posteriormente al de general de brigada, debe haber aprobado la especialidad primaria en la Academia de Guerra o en la Academia Politécnica Militar.
El grado de coronel en Carabineros de Chile es similar al del ejército, con la única diferencia de que la trenza es plateada y las estrellas son de un color más oscuro. Los coroneles de Carabineros podrán prestar servicios ya sea como prefectos, integrantes de planas mayores, direcciones y subdirecciones nacionales de Carabineros. También representan una instancia superior de calificación de los oficiales subalternos, es decir, capitanes, tenientes y subtenientes. Para llegar al grado de Coronel de Carabineros, el oficial deberá asistir y graduarse en el instituto superior de Carabineros, actualmente denominado Academia de Ciencias Policiales, Acipol.
En la Gendarmería de Chile el grado de coronel en lo referente a su simbología utiliza actualmente galones con forma de presilla trenzada con tres estrellas plateadas brillantes al igual que el Ejército y Carabineros, pero el diseño tiene los colores verde boldo y blanco. Se han utilizado varios distintivos de grados diferentes a lo largo de la historia de Gendarmería, desde la creación de la institución se usaron presillas trenzadas doradas con tres estrellas idénticas a las del Ejército, pero luego durante los años ochenta en la dictadura militar de Augusto Pinochet se implementó el empleo de galones tipo pala verde boldo y encima de los galones se usaba una barra plateada opaca con forma de castillo seguida de tres estrellas del mismo color y material en los hombros.
En la Armada de Chile, equivale al rango de capitán de navío, el cual utiliza cuatro galones dorados en la bocamanga, todos ellos de 16 mm, y encima de ellos va una estrella dorada.
En la Fuerza Aérea de Chile (FACh), se crea en un principio el grado de Comandante de Grupo, equivalente a Coronel de Ejército, esta denominación subsistió hasta 1953, cuando se crea la denominación de Coronel de Aviación. Este grado equivale al de Coronel de Aviación. Utiliza cuatro galones azules o celestes en la bocamanga de la guerrera o blusa, todos de 16 mm, y encima de ellos va una estrella azul.
| Rango                | Ejército de Chile | Armada de Chile  | Fuerza Aérea de Chile | Carabineros de Chile | Gendarmería de Chile |
| -------------------- | ----------------- | ---------------- | --------------------- | -------------------- | -------------------- |
| Oficiales Superiores | Coronel           | Capitán de Navío | Coronel de Aviación   | Coronel              | Coronel              |
|                      |                   |                  |                       |                      |                      |

## Colombia
Coronel es el tercer y más alto grado de la categoría de los oficiales superiores; usado por las Fuerzas Militares (Ejército, Armada y Fuerza Aérea); y la Policía Nacional.
En las Fuerzas Militares se simboliza con una barra vertical con una estrella sobre el centro y una estrella a cada lado.
En la Armada, se denomina Capitán de Navío, pero conserva el mismo nombre en la Infantería de Marina.
En la Policía se representa con tres barras verticales y dos ramas de laurel unidas en forma semicircular; fijadas sobre las presillas y hombreras de los uniformes.
Estatutariamente el grado dura cinco años antes que el oficial pueda ser promovido al grado de brigadier general.

Insignia de coronel Ejército Nacional de Colombia.
Insignia de coronel (Infantería de Marina) /Capitán de navío (Armada)
Grado de coronel del Aire de la Fuerza Aérea Colombiana.
Grado de coronel de la Policía Nacional de Colombia.

## España
El coronel es el jefe superior de un regimiento (de 2000 a 3000 soldados) en el Ejército de tierra, en la Guardia Civil está al mando de los efectivos de una provincia (comandancia) o comunidad autónoma (zona). Su grado es el primero de la milicia en que se adquiere el tratamiento de señoría (usía) y tiene bien prescritas sus obligaciones en las ordenanzas del ejército. En la jerarquía militar española, el grado de coronel de los ejércitos de Tierra y del Aire es el equivalente al de capitán de navío en la Armada Española. 
Su equivalente en el Cuerpo Nacional de Policía es comisario principal.
Como distintivo de su grado, lleva 3 estrellas sucesivas de 8 puntas en la bocamanga de la levita o casaca. A partir de 1986 se colocan en las palas de la guerrera de la misma forma, debajo del galón del morrión y en la faja ceñidora del quepis o de la gorra (hasta 1986), y como signo de mando el bastón desde 1736.

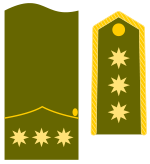
Divisa coronel Ejército de Tierra hasta 1986.
Divisa coronel Ejército de Tierra.
Divisa capitán navío Armada.
Divisa coronel Infantería de Marina.
Divisa coronel Ejército del Aire.
Divisa coronel Guardia Civil.

### Historia
El antiguo nombre de los regimientos en España era coronelía y el oficial jefe superior de un regimiento en cualquier arma es coronel y la fecha de introducción de esta palabra "coronel" pertenece a España.
En el año de 1505 fue reorganizada la antigua hermandad bajo el nombre de Tropa de ordenanza y se planteó la reunión de ocho, nueve o diez compañías en un solo cuerpo llamado columela, a los que se asignó un jefe llamado cabo de columena y de esta denominación corrompida derivan algunos la palabra coronel (también maestres de campo) en España.
Tercios y aún después coronelías llamóse a lo que hoy son regimientos, y maestres de campo a los que hoy se llaman coroneles. Algunos de los regimientos extranjeros auxiliares de España en la guerra de los Países Bajos empezaron a aparecer hacia el siglo XVI con el nombre de coronelías, derivado acaso de corona, aplicada a una fuerza organizada, la corona o Estado que dicha fuerza defendía o representaba.
En Francia lo dio ya Francisco I desde 1534, al primer capitán de cada una de sus legiones hasta 1544 en que se creó el cargo de coronel general. Estas denominaciones pasaron a España y en 1640 se dio el nombre de coronelía a un regimiento fuerte de 3000 hombres que se organizó con motivo de la guerra de Cataluña.
A esta coronelía se apellidó de guardias del rey, organizándola con la gente del Tercio de los Morados Viejos que existía y con el objeto de comprometer a las armas a la nobleza que en dicho cuerpo quisiera ingresar, asegurando el goce de fueros. Esta coronelía vino a ser un malogrado ensayo del regimiento a la chamberga, que luego creó la regenta de la reina madre de Carlos II y de la guardia real posterior.
De aquí tomó su origen el nombre de coronel y poco después llegó a existir el cargo de coronel general de la infantería, que quedó suprimido con el advenimiento en España de los Borbones.

## Francia
El rango militar de coronel es el rango de oficial superior más alto del ejército francés. Este rango indica, históricamente y de forma diferente según la organización de cada ejército, la capacidad para ejercer un mando importante (por ejemplo un regimiento, una brigada, un ala aérea o una base aérea).

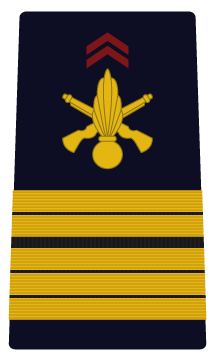
Coronel del Ejército de Tierra
Gendarmerie Nationale
Gendarmerie Nationale
Gendarmerie Nationale
Gendarmerie Nationale-Ejército del Aire
Gendarmerie Maritime
Coronel del cuerpo técnico y administrativo de la Gendarmerie.
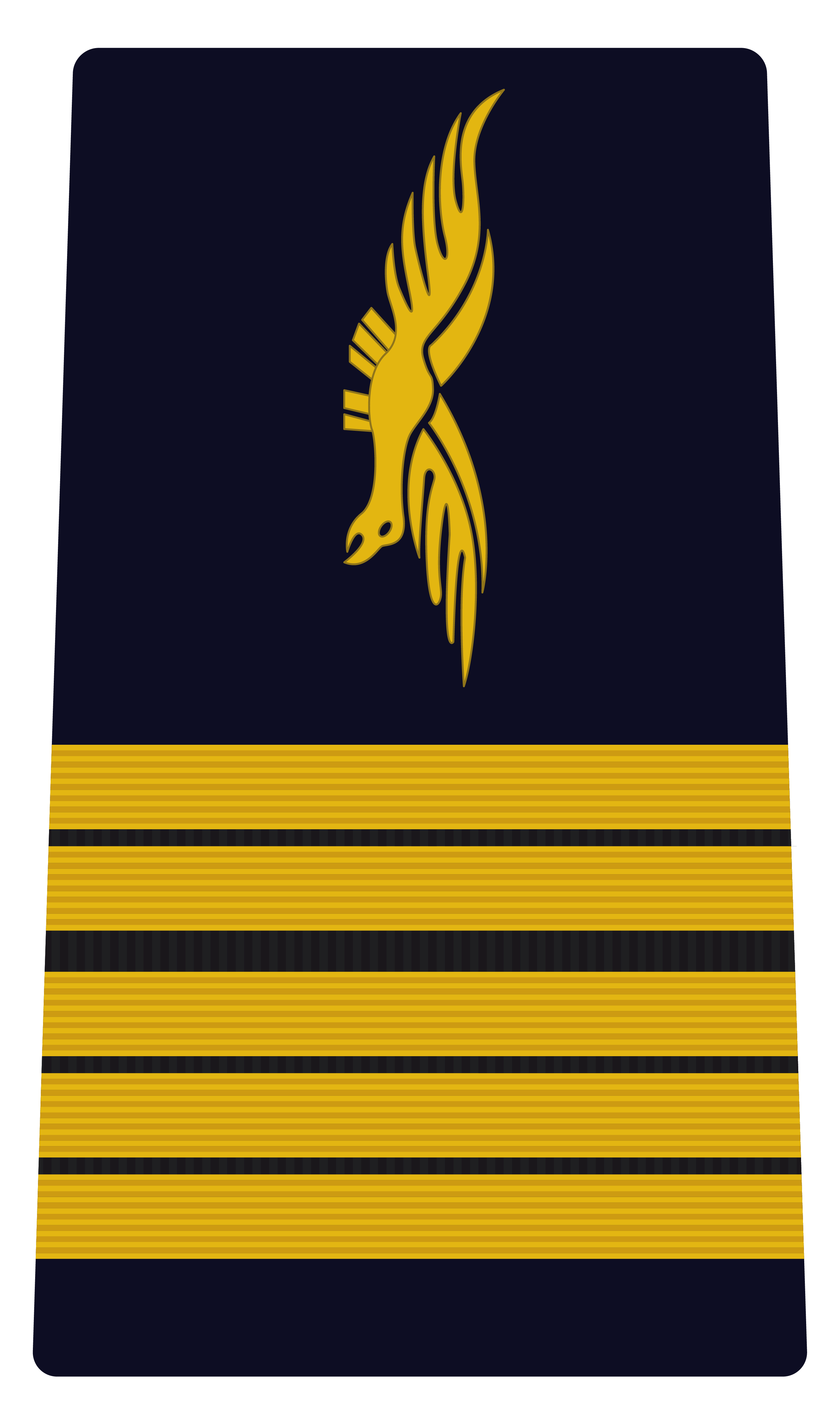
Coronel del ejército del Aire

## Perú
En Perú, es el Sexto grado de la jerarquía del Oficial en el Ejército y el más alto de los Oficiales superiores, El Coronel en el Ejército del Perú, ocupa los siguientes puestos:
- Directores de Escuelas (Excepto Escuela Superior de Guerra y la Escuela Militar de Chorrillos).
- Jefe del Estado Mayor Administrativo de una Brigada.
- Jefe del Estado Mayor Operativo de una Brigada.
- Inspector de una Brigada o auxiliar de Inspectoria de una División de Ejército.
- Miembro del EM de una División de Ejército o del CCFFAA.
- Asesor del comandante general del Ejército.
- Agregado militar a las diferentes embajadas del Perú.

Su insignia consta de seis barras de bronce separas entre sí de 4mm y entre la tercera y cuarta 6mm, en la Marina de Guerra del Perú su grado equivalente es capitán de Navío.

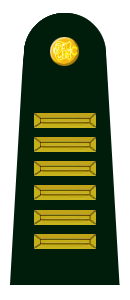
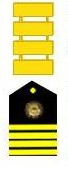

## Suiza
En el ejército suizo, el rango de coronel (en alemán Oberst) se reconoce por sus tres gruesas bandas. Está entre el teniente coronel (lietenant-colonel) y el brigadier. Durante mucho tiempo fue el rango más alto del ejército suizo, y algunos coroneles ocupaban entonces el puesto de oficial general. Se decía coronel de brigada (colonel brigadier), coronel de división (colonel divisionnaire) y coronel comandante de cuerpo(colonel commandant de corps).

Insignia del rango de coronel del ejército suizo

## Vaticano
El grado de coronel es el rango más alto de la Guardia Suiza Pontificia. El comandante del cuerpo lleva así el rango de coronel.